# Puigdemalla
El Puigdemalla és una muntanya de 692 metres que es troba entre els municipis de les Masies de Voltregà i d'Orís, a la comarca d'Osona.